# شوینگاره (استان لهستان بزرگ‌تر)
شوینگاره (به لهستانی:  Świniary) یک روستا در لهستان است که در گمینا کوتسکو واقع شده‌است.